# Arda Güler
Arda Güler (ur. 25 lutego 2005 w Ankarze) – turecki piłkarz, występujący na pozycji pomocnika w hiszpańskim klubie Real Madryt oraz w reprezentacji Turcji.

## Kariera klubowa
Güler rozpoczął karierę młodzieżową w klubie Gençlerbirliği w 2014 roku. Do sektora młodzieżowego Fenerbahçe dołączył w 2019 roku. Güler podpisał dwuipółletni kontrakt zawodowy z Fenerbahçe 13 stycznia 2021 roku. Güler zadebiutował w pierwszej drużynie jako rezerwowy przeciwko fińskiemu klubowi HJK w meczu rundy play-off Ligi Europy UEFA 2021–22. Odbyła się na stadionie Şükrü Saracoğlu, 19 sierpnia 2021, zakończyła się wynikiem 1:0 dla Fenerbahçe. W swoim pierwszym meczu Süper Lig, 22 sierpnia 2021 r., asystował Miha Zajcowi, który w 89. minucie strzelił na 1:0.
Zaczął dostawać więcej czasu na grę w miarę postępu sezonu 2021-2022. W marcu 2022 roku Güler został najmłodszym strzelcem w historii Süper Lig, mając zaledwie 17 lat trzy tygodnie wcześniej. Do maja 2022 roku Güler strzelił 3 gole i zaliczył 3 asysty w ciągu zaledwie 255 minut gry.

## Statystyki

### Klubowe
Aktualne na  21 października 2024.
| Klub               | Sezon              | Liga               | Liga  | Liga   | Puchar kraju | Puchar kraju | Europa | Europa | Inne  | Inne   | Suma  | Suma   |
| Klub               | Sezon              | Liga               | Mecze | Bramki | Mecze        | Bramki       | Mecze  | Bramki | Mecze | Bramki | Mecze | Bramki |
| ------------------ | ------------------ | ------------------ | ----- | ------ | ------------ | ------------ | ------ | ------ | ----- | ------ | ----- | ------ |
| Fenerbahçe         | 2021/2022          | Süper Lig          | 12    | 3      | 0            | 0            | 4      | 0      | 0     | 0      | 16    | 3      |
| Fenerbahçe         | 2022/2023          | Süper Lig          | 20    | 4      | 5            | 1            | 10     | 1      | 0     | 0      | 35    | 6      |
| Fenerbahçe         | Łącznie            | Łącznie            | 32    | 7      | 5            | 1            | 14     | 1      | 0     | 0      | 51    | 9      |
| Real Madryt        | 2023/2024          | La Liga            | 10    | 6      | 1            | 0            | 0      | 0      | 1     | 0      | 12    | 6      |
| Real Madryt        | 2024/2025          | La Liga            | 7     | 0      | 0            | 0            | 2      | 0      | 1     | 0      | 10    | 0      |
| Real Madryt        | Łącznie            | Łącznie            | 17    | 6      | 1            | 0            | 2      | 0      | 2     | 0      | 22    | 6      |
| Łącznie w karierze | Łącznie w karierze | Łącznie w karierze | 49    | 13     | 6            | 1            | 16     | 1      | 2     | 0      | 73    | 15     |

### Reprezentacyjne
Aktualne na 21 października 2024.
| Reprezentacja | Rok     | Mecze | Bramki |
| ------------- | ------- | ----- | ------ |
| Turcja        |         |       |        |
| 2022          | 1       | 0     |        |
| 2023          | 3       | 1     |        |
| 2024          | 12      | 2     |        |
| Łącznie       | Łącznie | 16    | 3      |

## Osiągnięcia
Fenerbahçe
- Puchar Turcji: 2022/2023

Real Madryt
- Mistrzostwo Hiszpanii: 2023/2024
- Superpuchar Hiszpanii: 2023/2024
- Liga Mistrzów UEFA: 2023/24
- Superpuchar Europy: 2024